# Miranda Kerr
Miranda May Kerr (sinh ngày 20 tháng 4 năm 1983) là một nữ người mẫu người Úc. Cô bắt đầu nổi tiếng từ năm 2007 với vai trò là một trong những thiên thần của Victoria's Secret. Cô là người mẫu người Úc đầu tiên quảng bá cho chiến dịch của thương hiệu Victoria's Secret đồng thời là gương mặt đại diện cho chuỗi cửa hàng thời trang David Jones của Úc. Cùng với đó, cô cũng lập nên thương hiệu cho sản phẩm chăm sóc da có nguồn gốc thiên nhiên của riêng mình là Kora Organics và cho ra mắt cuốn sách tự lực có tên Treasure Yourself.
Kerr bắt đầu làm người mẫu trong ngàng công nghiệp thời trang từ năm 13 tuổi, là ngôi sao tại công ty quản lý Chaay's Modelling Agency, và không lâu sau đã giành chiến thắng tại cuộc thi tìm kiếm người mẫu toàn nước Úc do tạp chí và thương hiệu nước hoa Impulse đồng tổ chức.

## Tiểu sử
Miranda Kerr sinh ra tại thành phố Sydney, nước Úc và lớn lên tại một thị trấn nhỏ thuộc Gunnedah, New South Wales.
Cha mẹ cô là bà Therese và ông John Kerr. Cô có một người em trai là Matthew, kém mình 2 tuổi. Trong một buổi phỏng vấn, cô tiết lộ tổ tiên mình phần lớn là người Anh di cư sang lục địa Úc, ngoài ra lai với người gốc Scotland và Pháp. Hồi nhỏ cô "thường hay đua xe motor và cưỡi ngựa trong trang trại của bà ngoại". Cô kể rằng tuổi thơ của mình trải qua ở miền quê nước Úc "được tiếp thu một cách vững vàng...không một chút tự phụ, kiêu căng và không ai quan tâm bạn ăn mặc như thế nào. Và bạn được là chính bạn"
Gia đình cô chuyển tới Brisbane để các con được trải nghiệm cuộc sống thành thị. Miranda tốt nghiệp trường nữ sinh công giáo All Hallows' School vào năm 2000. Sau đó cô theo học ngành dinh dưỡng và tâm lý học sức khỏe trước khi theo đuổi công việc người mẫu.

## Sự nghiệp

### 1997–2006
Năm 13 tuổi, Kerr tham gia và giành chiến thắng trong cuộc thi người mẫu thường niên Dolly Magazine/Impulse năm 1997. Cô đáp chuyến bay đến Sydney 1 tuần trước sinh nhật lần thứ 14 của mình để chụp hình cho tạp chí. Từ chiến thắng của Miranda, các phương tiện truyền thông của địa phương đã liên tiếng đây là sự vi phạm trắng trợn khi Miranda còn ở độ tuổi nhỏ như vậy. Sự tranh cãi làm dấy lên những mối lo ngại về sự hào nhoáng với cái cô gái trẻ làm trong ngành công nghiệp thời trang, sắc đẹp và giải trí.
Vài phương tiện truyền thông đưa tin đã đưa ra cáo buộc những bức hình cô chụp cho tạp chí Dolly (gồm cả những bức ảnh chụp Miranda mới 14 tuổi trong trang phục áo tắm) có thể cấu thành tội danh liên quan tới lạm dụng tình dục trẻ em. Trong cuộc họp báo được tổ chức, Kerr nói rằng: "Các phương tiện truyền thông vào thời điểm này đang cố gắng lái sự việc sang hướng khác có liên quan tới vấn đề lạm dụng trẻ em nhưng sự thực là Dolly là tạp chí cho các bạn gái tuổi vị thành niên, chứ không phải cho các ông già. Và tôi vẫn có mặc quần áo đầy đủ! Chỉ đang chụp với chủ đề mùa đông! Ngoài ra chúng tôi không làm một cái gì khác."

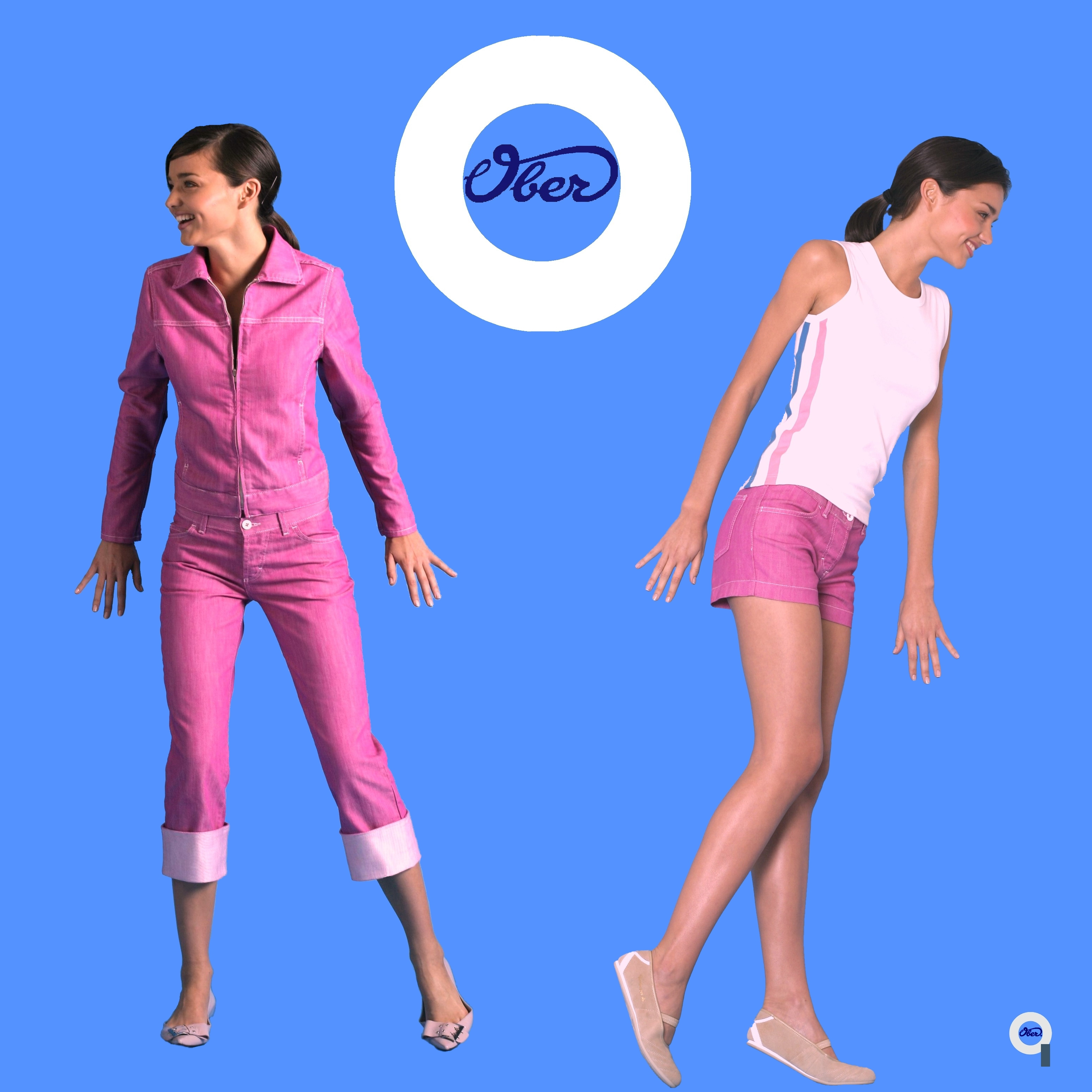
Miranda Kerr chụp cho thương hiệu Ober Jeans năm 2004

Kerr ký đồng với chi nhánh Chic Management's Sydney. Cô nhận được khá nhiều hợp đồng quảng cáo kể từ sau loạt ảnh quảng cáo áo tắm cho chuỗi cửa hàng đồ lướt ván "Billabong" của Úc, bao gồm làm đại diện cho nhãn hàng đồ lướt ván Tigerlily, Roxy, Billabong Girl, và One Teaspoon. Sự xuất hiện dày đặc của tên tuổi Miranda ngày càng tăng lên tại thị trường Úc và châu Á, không lâu sau cô chuyển tới sống tại New York và trở thành người đồng sáng lập nên hộp đêm Bowery Ballroom.
Tại New York, Kerr xuất hiện trong vô số các sàn diễn thời trang và sau đó ký hợp đồng với công ty quản lý người mẫu NEXT Model Management vào đầu năm 2004. Kể từ đó, cô tham dự tại các sàn diễn và các chiến dịch quảng bá cho rất nhiều thương hiệu lớn, gồm có Alex Perry, Baby Phat, Lisa Ho, Voodoo Dolls, Levi's, Bettina Liano, Nicola Finetti, L.A.M.B., Heatherette, Betsey Johnson, Trelise Cooper, Jets, John Richmond, Blumarine Swimwear, Neiman Marcus, Seafolly Swimwear, Anna Molinari, Rock and Republic, Roberto Cavalli, và Ober Jeans  Cô cũng xuất hiện trong các tạp chí thời trang danh tiếng như như Elle, Vogue của Úc hay Harper's Bazaar, tham gia các quảng cáo trên truyền hình cho các thương hiệu Portmans, Bonds, và Veet.
Đầu năm 2006, Kerr xuất hiện trong tập cuối của chương trình Project Runway, vai trò là người mẫu biểu diễn trang phục cho bộ sưu tập cuối của thí sinh thí sinh Daniel Vosovic. Cô chính thức khởi nghiệp tại Mỹ với hợp đồng béo bở với nhãn hiệu mỹ phẩm với Maybelline New York. Chiến dich chạy đua bằngsự xuất hiện trên một loạt các tạp chí làm đẹp cho phụ nữ bán chạy hàng đầu thế giới như Cosmopolitan, CLEO, và Elle, và cuối cùng là trên các ấn phẩm của Victoria's Secret. Cùng với các người mẫu của Victoria's Secret và công ty đai diện Next, Kerr góp mặt trong MV cho đĩa đơn "Number One" của Kanye West và Pharrell.

## Đời tư
Năm 2003, Kerr bắt đầu hẹn hò với một nhân viên môi giới trong ngành tài chính là Adrian Camilleri. Theo một điều tra nghiên cứu của ASIC, Camilleri bị cáo buộc phạm tội tại năm điều của hành vi gian lận từ tháng 2 năm 2003 tới tháng 2 năm 2004. Kerr đã ngay lập tức chấm dứt mối quan hệ này. Một bài báo được đưa ra năm 2007 cho rằng Miranda đã chịu thiệt hại không ít về tiền bạc sau khi nghe theo lời khuyên về tài chính từ người yêu nhưng sau đó cũng không chọn việc đáp trả bằng các hành động pháp lý.
Miranda chính thức hẹn hò với Jay Lyon (Brent Tuhtan), giọng ca chính của ban nhạc Tamarama, từng xuất hiện trong một mùa của chương trình The City trên kênh MTV. Kerr cũng từng tham gia góp mặt trong video clip for "Everything To Me" của nhóm này. Cả hai bắt đầu hẹn hò vào năm 2003 và kéo dài 4 năm sau đó và cùng chấm dứt vào giữa năm 2007.
Kerr bắt đầu hẹn hò với nam diễn viên người Anh Orlando Bloom vào cuối năm 2007. Năm 2009, một nhóm tội phạm là Bling Ring đã đột nhập vào nhà của Bloom. Chúng lấy cắp trang sức và quần áo của các thương hiệu cao cấp. Trong vụ này, kẻ cầm đầu khai nhận muốn lấy cắp chiếc áo lót mang hiệu Victoria's Secret của Miranda. Kerr và Bloom công bố đính hôn vào tháng 6 năm 2010, và kết hôn ngay tháng sau đó. Kerr đã sinh một con trai là Flynn Christopher Blanchard Copeland Bloom vào tháng 1 năm 2011. Tên đệm Christopher của cậu bé được lấy từ tên của người yêu cũ của Miranda là Christopher Middlebrook người đã chết vì tai nạn giao thông năm 1998 lúc 15 tuổi. Tháng 10 năm 2013, Kerr và Bloom tuyên bố đã ly thân vài tháng trước đó và dự định chấm dứt cuộc hôn nhân này.
Cô là đức tin theo Giáo phái Nichiren thuộc Tổ chức Phật giáo Sōka Gakkai và tin rằng "con người có khả năng mang lại hòa bình và an lành cho thế giới". Với niềm tin đó, Kerr cầu nguyện Nam Myoho Renge Kyo mỗi sáng và tối, tập yoga, suy ngẫm, và đọc sách khai sáng tinh thần. Cô cũng duy trì chế độ luyện tập gồm yoga hằng ngày, đi bộ nhẹ nhàng, và một chế độ ăn kiêng gồm rau củ qua hấp, trái cây tươi, cá. Mẹ cô là bà Therese hiện là quản lý cấp cao cho hãng mỹ phẩm KORA Organics của con gái kể từ tháng 2 năm 2010. Công ty này được thành lập tại Sydney.
Miranda tiết lộ với độc giả của tờ Cosmopolitan ấn bản Úc là bí quyết để có làn da sáng mịn, mái tóc óng mượt và thân hình cân đối của cô là việc hấp thu 4 thìa ca phê dầu dừa mỗi ngày, cho cả vào rau quả trộn, món ăn tự nấu mỗi ngày và uống trà xanh.